# Nord bei Nordwest – Gold!
Nord bei Nordwest – Gold! ist ein deutscher Fernsehfilm von Christian Theede aus dem Jahr 2019. Es handelt sich um die 7. Folge der ARD-Kriminalfilmreihe Nord bei Nordwest mit Hinnerk Schönemann, Henny Reents und Marleen Lohse in den Hauptrollen.

## Handlung
Hauke Jacobs wird von seiner Sprechstundenhilfe Jule Christiansen angerufen, weil sie einen Schwerverletzten am Strand gefunden hat. Auch wenn Jacobs nur Tierarzt ist, eilt er herbei, doch kann er dem Mann trotz Herzdruckmassage nicht mehr helfen. Jule kennt ihn aus der Praxis und weiß, dass es sich um den Immobilienmakler Sönke Keller handelt, der hier in Schwanitz den Nachlass seiner Mutter regeln wollte. Polizistin Lona Vogt versucht, Zeugen des Vorfalls um Keller zu finden und stößt dabei auf einen Wohnwagen am Strand. Sie weiß, dass dieser den Müllers gehört. Der Sohn, Christoph Müller, ist aktiver Fußballspieler und trainiert häufig hier am Strand. Doch angeblich sei der junge Mann in letzter Zeit nicht dort gewesen.
Die Obduktion des Opfers ergibt, dass Keller zu Tode getreten wurde. An seiner Kleidung fanden sich kleinste Goldpartikel, was Vogt und Jacobs zunächst Rätsel aufgibt. In Schwanitz dagegen versetzt diese Nachricht die Bewohner in große Aufregung und sie versuchen ihr Glück bei der heimlichen Goldsuche. Für die Ermittler kommt jedoch nur die logische Erklärung in Betracht, dass Keller mit dem Goldstaub kontaminiert wurde. Die Möglichkeit dafür bieten nur der örtliche Zahnarzt oder der Goldschmied des Ortes. Beim Juwelier Schneider bemerkt Jacobs sogleich Ungereimtheiten bei seiner Aussage und nachdem Vogt nachweisen kann, dass Schneider zum Tatzeitpunkt die Uferstraße benutzt hat, kommt er als Täter in Betracht. Hier eröffnet sich auch ein Motiv, denn Schneider ist krankhaft eifersüchtig und Keller hatte seiner Frau angeblich Avancen gemacht. In die Enge getrieben gibt Schneider zu, Keller am Boden liegend vorgefunden zu haben. Er hätte ihn jedoch nur angefasst und ihm sonst nichts getan, sei aber auch ohne ihm zu helfen weggefahren.
So ermitteln Jacobs und Vogt auch in eine andere Richtung. Den entscheidenden Hinweis verdanken sie der Hündin des Mordopfers, die vor dem 18-jährigen Max und dessen bestem Freund Christoph, der auf eine große Fußballkarriere hofft, davonläuft. Bei der Befragung der beiden stellt sich heraus, dass sie eine Beziehung miteinander haben, die sie um jeden Preis geheim halten mussten. Keller hätte sie eines Tages bei Intimitäten „erwischt“ und erpresst. Aus Angst, dass die Homosexualität des aufstrebenden Fußballers seine weitere Karriere gefährden könnte, hatte Christoph den Immobilienmakler zusammengeschlagen und getreten.
Jacobs outet sich endlich seinen beiden Freundinnen Vogt und Christiansen als ehemaliger Polizist und verdeckter Ermittler. Sein Name sei eigentlich Hauke Witt und nach seiner gerade erfolgten Aussage vor Gericht ist die Zeit seines „Exils“ eigentlich vorbei. Da er sich jedoch hier in Schwanitz sehr wohl fühlt, will er  hier bleiben und die Tierarztpraxis weiterführen. Mit dieser Entscheidung bringt er allerdings sowohl sich als auch die Menschen um ihn herum in Gefahr. Denn seine Aussage gegen Mitglieder der organisierten Kriminalität, gegen die er vier Jahre undercover gearbeitet hatte, bleibt nicht ohne Folgen. Ein Killer spürt den „Verräter“ auf und erscheint unvermittelt in der Praxis. Jacobs gelingt es nur mit Glück und seinem polizeilichen Geschick, dem Mordanschlag zu entkommen. Er erschießt den Attentäter, der seiner Assistentin ein Messer an die Kehle hält.

## Hintergrund
Nord bei Nordwest – Gold! wurde vom 5. Oktober bis zum 3. November 2017 auf der Insel Fehmarn sowie in Hamburg und Umgebung gedreht.
Mehmet Ösker, der in jeder Nord bei Nordwest-Episode einer anderen Tätigkeit nachgeht, betreibt in dieser Episode einen Ramschladen am Hafen.

## Rezeption

### Einschaltquote
Die Erstausstrahlung von Nord bei Nordwest – Gold! am 3. Januar 2019 im Ersten erreichte 6,45 Millionen Zuschauer und einen Marktanteil von 19,9 Prozent.

### Kritik
Rainer Tittelbach von tittelbach.tv meinte: „Der Krimifall von ‚Gold!‘, der siebten Episode aus der immer beliebter werdenden ARD-Reihe ‚Nord bei Nordwest‘[…], ist nicht übermäßig aufregend. Das Gold sorgt zwar kriminalistisch für allerhand Kombinationsspielchen, am Ende aber ist alles nicht mehr als cleverer Zierrat für ein eher simples Verbrechen. Mehr von Belang für das gute Gelingen des Films sind hingegen die komödiantischen Spuren, die das Gold-Motiv hinterlässt. Auch die latente Erotik des Trios, das in der Kombi mit dessen Traumbesetzung das Herzstück der Reihe ist, wird diesmal einen Tick mehr ausgespielt.“
In der FAZ schrieb Heike Hupertz: „Auch dieses Mal ist der Kriminalfall, den der Drehbuchautor Holger Karsten Schmidt seinem Personal auftischt, von durchschnittlichem Interesse. Verdächtige gibt es zwar zuhauf, vom Zahnarzt bis zum Bundesliga-Fußballtalent, die Befragungen beleuchten auch den ein oder anderen menschlichen Abgrund.“